# Мишел Борт
Мишел Борт (Сикокус, 19. август 1978) је америчка глумица, позната по улогама у серијама The Forgotten и HBO-овој драми Tell Me You Love Me. Тумачила је лик Кетрин Ролинс у криминалистичкој драми Хаваји 5-0 на телевизији CBS.

## Младост и образовање
Борт је рођена у Сикокусу, а одрасла је у Њујорку. Мајка јој је италијанског порекла и власница фирме за уређење ентеријера. Има два млађа брата. У младости је желела да постане гимнастичарка, али је глуму открила на једном летњем кампу. Студирала је на Универзитету Пејс, где је 2001. године дипломирала ликовне уметности у позоришту и историји уметности.

## Каријера
Претходни радови Мишел Борт укључују филмове Wonderland, Trespassers, The Sisterhood, Silent Warnings, Rampage: The Hillside Strangler Murders и Komodo vs. Cobra, као и гостујуће улоге у епизоди Ловци на натприродно и епизоди Ред и закон: Одељење за специјалне жртве. Такође је наступала у рекламној кампањи за Burger King под називом Lunch Break и била је представљена у музичком видеу Џона Мејера песме Bigger Than My Body.
У 2008. години, завршила је рад на независном филму TiMER са Емом Каулфилд и Десмондом Харингтон, а наступала је и у комедији A Good Old Fashioned Orgy у продукцији Endgame Productions са Лесли Биб, Лак Бел и Џејсоном Судеикисом. Године 2009. била је члан глумачке екипе ABC серије The Forgotten, појављујући се у 17 епизода, укључујући део сезоне 2010. Такође је гостовала у двострукој финалној епизоди ТВ серије Dark Blue на TNT-у 2010. године.
Те 2010. године, Борт се појавила у верзији серије Хаваји 5-0 на CBS-у, где је тумачила лик Кетрин Ролинс, девојке на привременом одсуству од Стива Макгарета и помоћнице у морнарици. 26. марта 2012. године, CBS је објавио да ће Борт постати стални члан глумачке екипе за сезоне 3. и 4. серије Хаваји 5-0. Међутим, 27. марта 2014. године било је саопштено да неће бити део пете сезоне, а разлог за њен одлазак није био објављен. Међутим, вратила се као гост у финалној епизоди пете сезоне. У јулу 2015. године било је најављено да ће Борт имати поновљену улогу у прве три епизоде шесте сезоне серије. 8. септембра 2016. године било је саопштено да ће се Борт поново појавити као гост у 150. епизоди серије. 19. марта 2018. године најављено је да ће се поново појавити као гост у двадесетој епизоди осме сезоне.
Борт је играла канадског хирурга мајора Ребеку Гордон у канадској драми Combat Hospital која се емитовала на Global-у 2011. године, али је серија прекинута након прве сезоне. Појавила се и у филму Шазам! из 2019. године, тумачећи одраслу верзију Мери Бромфилд.

## Филмографија

### Филмови
| Година | Назив                                   | Улога               | Напомене |
| ------ | --------------------------------------- | ------------------- | -------- |
| 2002   | In Your Face                            | Британи Џарвис      | [ 14 ]   |
| 2003   | Silent Warnings                         | Катрина Мунро       | Видео    |
| 2003   | Wonderland                              | Соња                | [ 16 ]   |
| 2004   | The Sisterhood                          | Девин Синклер       | Видео    |
| 2006   | Rampage: The Hillside Strangler Murders | Никол               | Видео    |
| 2006   | Trespassers                             | Ешли                | [ 19 ]   |
| 2007   | Lucky You                               | Девојка Џоша Кохена | [ 20 ]   |
| 2009   | Timer                                   | Стеф Дупол          | [ 21 ]   |
| 2011   | A Good Old Fashioned Orgy               | Су Пламер           | [ 22 ]   |
| 2012   | Easy Rider 2: The Ride Home             | Ванеса Монтагју     | [ 23 ]   |
| 2017   | Teenage Cocktail                        | Лин Фентон          | [ 24 ]   |
| 2019   | Шазам!                                  | Суперхерој Мери     | [ 25 ]   |

### Телевизија
| Година               | Назив                                    | Улога                  | Напомене                                                                                      |
| -------------------- | ---------------------------------------- | ---------------------- | --------------------------------------------------------------------------------------------- |
| 2002                 | Off Centre                               | Карли                  | Епизода: P.P. Doc II: The Examination Continues                                               |
| 2004                 | Center of the Universe                   | Пеги                   | Епизода: And the Silver Medal Goes To...                                                      |
| 2005                 | Komodo vs. Cobra                         | Др Сузан Ричардсон     | Телевизијски филм                                                                             |
| 2005                 | Freddie                                  | Ники                   | Епизода: After Hours                                                                          |
| 2007                 | Ловци на натприродно                     | Кармен Портер          | Епизода: What Is and What Should Never Be                                                     |
| 2007                 | Tell Me You Love Me                      | Џејми                  | Главна улога                                                                                  |
| 2008                 | Ред и закон: Одељење за специјалне жртве | Ејвери Хемингс         | Епизода: Trade                                                                                |
| 2008                 | The Cleaner                              | Лиса                   | Епизода: Back to One                                                                          |
| 2009–2010            | The Forgotten                            | Кендис Батлер          | Главна улога                                                                                  |
| 2010                 | Matadors                                 | Џулијана Лодари        | Телевизијски филм                                                                             |
| 2010                 | Dark Blue                                | Шерон Пери             | 2 епизоде                                                                                     |
| 2010–2016, 2018–2020 | Хаваји 5-0                               | Поручник Кетрин Ролинс | Понављајућа улога (сезоне 1, 6) Главна улога (сезоне 3–4) Гостујућа улога (сезоне 2, 5, 7–10) |
| 2011                 | Combat Hospital                          | Мајор Ребека Гордон    | Главна улога                                                                                  |
| 2018                 | Devious Nanny                            | Елис                   | Телевизијски филм                                                                             |
| 2020                 | No Good Deed                             | Карен                  | Телевизијски филм                                                                             |
| 2021                 | The Christmas Thief                      | Лара Лотон             | Телевизијски филм                                                                             |